# Neonerita parvimacula
Neonerita parvimacula là một loài bướm đêm thuộc phân họ Arctiinae, họ Erebidae.